# أرشيف كتاب رسوم هزلية
أرشيف كتاب رسوم هزلية أو قارئ ملف كتاب رسوم هزلية هو نوع من ملفات الأرشيف لغرض العرض المتسلسل للصور، عادةً لكتب الرسوم الهزلية. أصبحت الفكرة شائعة بواسطة عارض الصور المتسلسلة سي دسبلي.